# Suimanga de dors olivaci
El suimanga de dors olivaci (Cinnyris jugularis) és un ocell de la família dels nectarínids (Nectariniidae).

## Hàbitat i distribució
Viu als clars del bosc, vegetació secundària, ciutats, manglars i terres de conreu de les terres baixes des del sud-est de la Xina, cap al sud, a través del Sud-est Asiàtic, (excepte el nord-est de Myanmar i del Vietnam), illes Andaman i Nicobar fins Sumatra i illes adjuntes, Borneo, Java, Illes Petites de la Sonda, Sulawesi, Filipines, Moluques, Nova Guinea, Raja Ampat, Arxipèlag Bismarck, Illes Salomó, i nord-est d'Austràlia.

## Taxonomia
Segons el Handbook of the Birds of the World la població del nord de Nova Guinea, pertany en realitat a una espècie diferent:
- Cinnyris idenburgi Rand, 1940 - suimanga de Rand.[3]